# عبد الرحمن الجامي

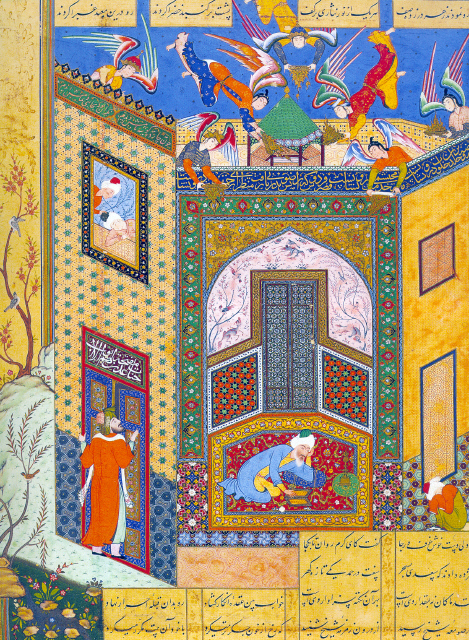
عبد الرحمن الجامي

نور الدين عبد الرحمن الجامي (817 - 898 هـ / 1414 - 1492م)، من مشاهير شعراء فارس وكتابهم في القرن التاسع الهجري.

## حياته
ولِدَ عبد الرحمن بن أحمد الجامي في بلدة خرجرد من قرى جام بولاية خراسان، وتقع القرية في شرق إيران اليوم في محافظة خراسان رضوي، انتقل بعد ذلك في سنٍّ صغيرة مع والده من بلدة جام إلى مدينة هراة، وشَبَّ هناك وعُرِف بالجامي، وفيها بدأ بأخذ العلوم الدينية والعقلية، والتحق بالمدرسة النظامية في هراة، ظهر نبوغه في العلوم اللغوية، خاصة النَّحو، وأخذ علوم النَّحو هناك عن السمرقندي وشهاب الدين الحجري، ثُمَّ توجَّه إلى سمرقند بقصد الاستزادة في العلم، وفيها التقى بقاضي زاده الرومي وسمِعَ منه، وكان لمدحِ قاضي زاده إيَّاه وإعجابه به سبباً في تعاظم شهرته في المشرق، فرجع إلى هراة وتقرَّب من أبي الغازي حسين مزرا آخر سلاطين الدولة التيمورية. استمرَّت شهرته في الاتساع حتى بلغت سلاطين الدولة العثمانية، وعندما ذهب الجامي إلى مكة للحج أرسل إليه محمد الفاتح السلطان العثماني يطلب منه العودة إلى الأستانة بعد الحج، غير أنَّه رفض وعاد إلى هراة تحت رعاية السلطان حسين، وكاتبه كذلك يزيد الثاني ابن محمد الفاتح ورفض طلبه أيضاً، وظلَّ في هراة حتى توفِّي في سنة 898هـ.

## في النحو
ألَّف الجامي «الفوائد الضيائية» الذي يشرح فيه كافية ابن الحاجب، ورغم أنَّ الكتاب صغير مقارنة بغيره من الشروح، فقد انتشر بين علماء عصره، ولقي اهتماماً كبيراً، وأكثَرَ الجامي في هذا الكتاب من النقل بالنصِّ عن شرح الرضي الاستراباذي للكافية مع نسبة ما نقله إلى الرضي. قام كثير من النحاة بوضع حاشية لكتابه هذا، منهم محرم وابن هشام الأنصاري والبسنوي وعصام الدين ومحمد عصمة الله. توجُّهات الجامي النحوية مماثلة للتيار البغدادي، مما جعل بعض المؤرِّخين المعاصرين يضعونه ضمن نحاة المدرسة البغدادية المتأخِّرين.

## أعماله
نورالدين عبد الرحمن بن أحمد جامي الخراساني817 ــ 898 هـ المعروف بـ{ الملا ّ جامي }
- ليلى والمجنون
- الفوائد الضيائية
- خردنامة إسكندري
- تحفة الأحرار
- سبحة الأبرار
- يوسف وزليخا: وهي قصة من مقتبسة من قصة يوسف مع امرأة العزيز في القرآن الكريم، مكتوبة بأسلوب أدبي ذو لغة

شعرية ودلالات صوفية
- نفحات الأنس: كتاب موسوعي يتضمن سير رجال التصوف ودراسة عن التصوف وتاريخه
- شواهد النبوة
- اللوائح
- بهارستان: مجموعة حكايا عن قصص الحيوان هدفها تعليمي ومضمونها صوفي

و قد ترجم له سلفستر دو ساسي كتاب نفحات الأنس والمستشرق وينفيلد شواهد النبوة واللوائح كما ترجمت بقية أعماله إلى اللغات الأوربية...
من مأثور أقواله: «الكهولة آخر الشباب، فما صرف العبد أول شبابه يظهر أثره على وجهه في آخره »
يقول أمين «مكتبة دير القدّيس جاورجيوس - الشير» الشهيرة، الخوري مكاريوس جبّور:
لدينا مخطوط نادر لعبد الرحمن جامي وهو المخطوط رقم 1322. قياسه 22/15/0.5 سم. وغير مرقّم. وهو باللغة التركيّة. غلافه من الكرتون المزخرف. أمّا عنوانه فهو «خطاب من إنشاء حضرة مولَي العلاّمة الفاضل سلطان العلماء وبرهان الفضلاء الذي عجز عن وصف جزيل فضايله، لسان البيان وبيان اللسان مولانا نور الملّة والدين عبد الرحمن جامي تغمّده الله بغفرانه».